# Tranh trúc

Tranh trúc chân dung Chủ tịch Hồ Chí Minh - Họa sĩ Nguyễn Thái Vinh

Tranh trúc là một loại hình tranh mới duy nhất ở Việt Nam được tạo nên từ chất liệu trúc biến tấu từ những mành trúc được treo ở cửa ra vào đã có cách đây từ giữa thế kỷ trướclà một trong những sản phẩm thuần tuý thủ công mỹ nghệ mang đậm bản sắc văn hoá đặc thù của người Việt.

## Quy trình ra đời của một tác phẩm tranh trúc
Trúc được trồng ở ven rừng từ 6 đến 8 tháng sau đó người nông dân thu hoạch, lựa những ngọn trúc đều và thẳng đem cạo hết vỏ tinh trúc. Sau đó cắt thành từng đoạn 6 cm có đường kính 3 – 5 cm, đem phơi từ 3 – 4 nắng rồi từng đoạn trúc được xâu lại với nhau thành từng dây bằng những sợi kẽm. Mỗi dây có 32 ống trúc kết lại với nhau thành một tấm nguyên liệu. Mỗi tấm nguyên liệu có kích thước 200x200cm gồm 326 dây tương đương người thợ phải xâu 10.432 ống trúc với nhau.
Trên từng tấm trúc đã được khâu lại ở giai đoạn đầu, những người thợ đồng thời cũng phải là họa sĩ, họ pha màu bằng tay, sau đó vẽ tỉ mỉ trên từng đoạn trúc để sau cùng kết nối thành bức tranh hoàn chỉnh. Tùy theo độ khó của từng tác phẩm mà thời gian hoàn thành một tác phẩm có thể từ 10 – 40 ngày. Tất cả các công đoạn này được làm hoàn toàn thủ công.

## Đặc điểm tranh trúc
Vì ở được ghép lại từ nhiều sợi trúc thành một tấm mành, nên Tranh trúc luôn có sự đu đưa của các sợi trúc làm cho các đường nét trên tranh luôn dao động ẩn hiện,và có thể thấy được 2 mặt của bức tranh theo độ tương phản của ánh sáng, có thể thấy rõ mặt này của bức tranh nếu cái nền ở mặt kia tối hơn.
Sự tương phản ánh sáng của nền tranh kết hợp với sự đong đưa của sợi trúc nhìn từ xa thấy ánh sáng phản chiếu lấp lánh như hào quang.
Tranh trúc rất đa dạng ở mẫu mã như: Tranh phong cảnh Việt Nam và thế giới, tranh tĩnh vật, tranh hoa, đặc biệt nhất là tranh về danh nhân. Ở mảng tranh danh nhân, không chỉ là hình ảnh của những người nổi tiếng ở các lĩnh vực văn hóa nghệ thuật mà đặc biệt, hình ảnh của các chính khách, nhất là hình ảnh Bác Hồ trên tranh trúc,tác phẩm của họa sĩ Nguyễn Thế Vinh 1 đã được trưng bày trang trọng trong Bảo tàng Hồ Chí Minh tại Hà Nội, tại Huế và Thành phố Hồ Chí Minh.

## Ứng dụng của tranh trúc
- TRANH TRÚC TRANG TRÍ

Hình ảnh các văn nghệ sĩ nổi tiếng của thế giới được ứng dụng vào tranh trúc được thiết kế cho phòng khách, phòng làm việc. Những bức tranh trúc có phong cảnh hay hình ảnh lãng mạn được trang trí cho phòng ngủ. Ở 2 nơi đó chính là nơi thể hiện cá tính riêng của chủ nhân.
Các công ty, văn phòng dùng tranh trúc để làm đẹp thêm cho công sở, tạo hình ảnh riêng của công ty. Hình ảnh tranh trúc về nguyên thủ, về lãnh tụ, về các anh hùng dân tộc được chủ nhân ngôi nhà đặt trang trọng tại sảnh đón khách, tại phòng khách và tại nơi làm việc. Khi chiêm ngưỡng bức tranh trúc này, khách sẽ phần nào hiểu về tính cách của người sử dụng và trên hết là đưa hình ảnh của những lãnh tụ, những vị anh hùng của dân tộc hay  những nguyên thủ quốc gia ngày càng đi sâu vào lòng mọi người.
- RÈM TRANH TRÚC

Hình ảnh tranh trúc được ứng dụng trong nhiều không gian, nhiều kiến trúc nhà…..v.v để làm rèm cửa, rèm phòng.
- TRANH TRÚC LÀM BÌNH PHONG

Với nhiều gia đình, Bình phong bằng Trúc được sử dụng như vách ngăn hờ mang tính nghệ thuật sắp đặt cao tạo cho căn phòng ấm áp và làm nổi bật không gian vì lựa chọn được những Tranh mà mình yêu thích. Bình phong Trúc xem được cả hai mặt.
Do được kết hợp một cách khéo léo với việc bố trí sắp đặt ánh sáng nên Tranh trúc là một thú "chơi" ấn tượng và sang trọng. Hầu hết những người sở hữu tác phẩm tranh trúc đều thấy tự hào vì thể hiện cho mọi người thấy được gu thẩm mỹ và hình ảnh yêu thích của mình trên bức tranh.
- TRANH TRÚC ỨNG DỤNG VÀO CÔNG NGHỆ QUẢNG CÁO.

Bảng quảng cáo  ngoài trời hay bảng hiệu logo bằng chất liệu trúc được các doanh nghiệp ưa chuộng vì tính độc đáo và tăng thêm sự chú ý của mọi người với sản phẩm được quảng cáo, do đây là chất liệu lạ và mới, chưa từng được ứng dụng trước đây.